# Miločaj
Miločaj (Servisch cyrillisch Милочај) is een plaats in de Servische gemeente Kraljevo. De plaats telt 1085 inwoners (2002).